# Farouk Jelassi
Farouk Jelassi, né le 8 juin 2000, est un lutteur tunisien.

## Carrière
Farouk Jelassi est médaillé d'or dans la catégorie des moins de 65 kg aux championnats d'Afrique 2023 à Hammamet puis médaillé de bronze aux Jeux panarabes de 2023 à Alger.